# Лаймстоун Тауншип (округ Юніон, Пенсільванія)
Лаймстоун Тауншип (англ. Limestone Township) — селище (англ. township) в США, в окрузі Юніон штату Пенсільванія. Населення — 1751 особа (2020).

## Демографія
Згідно з переписом 2010 року, у селищі мешкали 1723 особи в 587 домогосподарствах у складі 478 родин. Було 727 помешкань
Расовий склад населення:
| - 98,0 % — білих - 0,6 % — чорних або афроамериканців - 0,4 % — азіатів - 0,2 % — корінних американців |

До двох чи більше рас належало 0,7 %. Частка іспаномовних становила 0,8 % від усіх жителів.
За віковим діапазоном населення розподілялося таким чином: 29,1 % — особи молодші 18 років, 58,5 % — особи у віці 18—64 років, 12,4 % — особи у віці 65 років та старші. Медіана віку мешканця становила 36,7 року. На 100 осіб жіночої статі у селищі припадало 100,3 чоловіків;  на 100 жінок у віці від 18 років та старших — 96,0 чоловіків також старших 18 років.
Середній дохід на одне домашнє господарство  становив 84 027 доларів США (медіана — 61 458), а середній дохід на одну сім'ю — 94 408 доларів (медіана — 67 120). Медіана доходів становила 50 893 долари для чоловіків та 31 750 доларів для жінок. За межею бідності перебувало 7,7 % осіб, у тому числі 8,5 % дітей у віці до 18 років та 4,8 % осіб у віці 65 років та старших.
Цивільне працевлаштоване населення становило 943 особи. Основні галузі зайнятості: освіта, охорона здоров'я та соціальна допомога — 25,5 %, виробництво — 15,5 %, будівництво — 12,9 %.